# アントニオ・ヘスス・レガル・アングロ
アントニート（Antoñito）こと、アントニオ・ヘスス・レガル・アングロ（Antonio Jesús Regal Angulo  ,  1987年12月24日 - ）は、スペイン・アンダルシア州セビリア県エレーラ出身のプロサッカー選手。デポルティーボ・ラ・コルーニャに所属している。ポジションはDF。

## 来歴
カンテラ時代をポリ・エヒド (2012年に解散) で過ごし、2006年にBチームでプロデビュー。翌2007年に当時セグンダ・ディビシオンに所属していたトップチームに昇格。2008年に半年間のローン移籍でUDメリリャでプレー。2010年までポリ・エヒドでプレーした。
以降もFCカルタヘナ、アルバセテ・バロンピエ、コルドバCFといった下部リーグのチームを渡り歩く。
2017年7月8日、レアル・バリャドリードと3年契約を締結。2017-18シーズンはセグンダ・ディビシオンで5位に入り、昇格プレーオフに進出。プレーオフを勝ち抜き、2013-14シーズン以来のラ・リーガ復帰となり、アントニート自身も初のリーガでのプレーが実現。2018年10月21日のレアル・ベティス戦でリーガ初ゴールを決め、1-0の勝利に貢献した。
2020年9月26日、パナシナイコスFCに2年契約で移籍した。
2021年1月14日、FCカルタヘナに復帰した。